# Tanaecia namarupa
Tanaecia namarupa är en fjärilsart som beskrevs av Hans Fruhstorfer 1913. Tanaecia namarupa ingår i släktet Tanaecia och familjen praktfjärilar. Inga underarter finns listade i Catalogue of Life.